# Бевзенко, Степан Филиппович
Степан Филиппович Бевзенко (7 августа 1920, Станиславовка, Киевская губерния — 15 января 2005, Киев) — советский и украинский языковед и педагог, исследователь истории и диалектологии украинского языка. Доктор филологических наук (1962), профессор (1964). Участник Великой Отечественной войны.

## Биография
Окончил Одесский университет (1945). Работал старшим преподавателем (1949), заведующим кафедрой украинского языка (1950—1962), доцент (1951) Ужгородского университета. Заведующий кафедрой украинского языка Одесского университета (1962—1981); заведующий кафедрой языкознания и методики преподавания языка (1982—1991), профессор кафедры украинского языка (1991—1999) Киевского педагогического института (ныне Национальный педагогический университет имени М. П. Драгоманова).